# Ro Coronae Borealis b
Ro Coronae Borealis b (ρ CrB b) – obiekt astronomiczny krążący wokół gwiazdy Ro Coronae Borealis, prawdopodobnie planeta pozasłoneczna. Zostało odkryte metodą pomiaru prędkości radialnej. Część autorów na podstawie wyznaczonego nachylenia orbity tego ciała względem osi obserwacji, uznała je za gwiazdę o małej masie.

## Charakterystyka
Masa minimalna Ro Coronae Borealis b to około 1 MJ, jej odległość od gwiazdy centralnej wynosi 1/5 odległości Ziemi od Słońca.
W czasie odkrycia orientacja orbity tego ciała wokół gwiazdy centralnej nie była znana. Analizy z 2011 roku wskazywały, że sygnał zmian prędkości ruchu gwiazdy przypisany temu obiektowi jest widoczny w danych z pomiarów astrometrycznych sondy Hipparcos. Na tej podstawie inklinacja orbity została wyznaczona na 0,4°–0,7°, zatem obiekt krążyłby niemal prostopadle do osi obserwacji. Masa minimalna planety jest iloczynem masy rzeczywistej i sinusa inklinacji, więc obiekt na takiej orbicie wywierałby odpowiednio mniejszy wpływ na zmiany prędkości radialnej gwiazdy. To oznaczałoby, że rzeczywista masa tego obiektu jest równa od 100 do 200 mas Jowisza i jest on małą gwiazdą.
W 2016 roku odkryto planetę Ro Coronae Borealis c, krążącą po dalszej orbicie wokół tej samej gwiazdy. Analizy stabilności takiego układu sugerują, że orbita obiektu b nie może przebiegać niemal prostopadle do kierunku obserwacji. To oznacza, że planetarna natura Ro Coronae Borealis b nie jest wcale wykluczona.